# أنجيليكا تشيونغ
أنجيليكا تشيونغ (بالصينية: 張宇) هي صحفية صينية، ولدت في 1966 في بكين في الصين.